# Tromtö

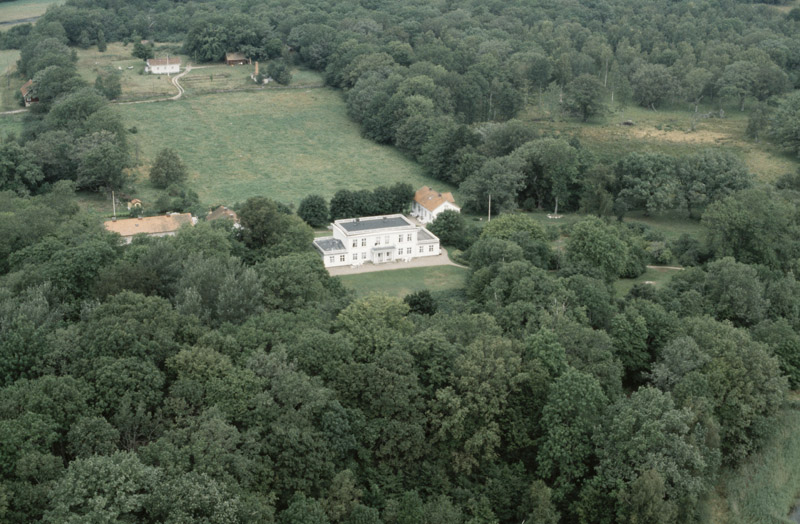
Tromtö herrgård.

Tromtö är en liten ort på en halvö som också heter Tromtö och som ligger mellan Nättraby och vägen till Hasslö i Blekinge skärgård. På halvön finns bland annat Tromtö naturreservat och Tromtö herrgård.